# Frelys López
Frelys Edilson López Saravia (Yorito, Yoro, Honduras, 1 de marzo de 1995) es un futbolista hondureño. Juega como delantero y su actual club es el Olancho F. C.de la Liga Nacional de Honduras.

## Trayectoria

### Honduras Progreso
A inicios de 2017, Frelys llegó al Honduras Progreso, donde realizó su debut con anotación incluida el 15 de enero de 2017, por la segunda fecha del Torneo Clausura, en la derrota de 3 a 1 contra Motagua. Ese mismo año, disputó la Liga Concacaf, torneo en el cual su equipo cayó eliminado a manos del Chorrillo de Panamá.

### Marathón
El 5 de junio de 2019, cuando todo indicaba que su futuro estaría en Motagua, se concretó su fichaje por el Marathón, club que adquirió el 100% de sus derechos deportivos hasta 2022.

### Olancho F. C.
El 23 de junio de 2022 se le oficializó como refuerzo del Olancho F. C., equipo recién ascendido a la Liga Nacional de Honduras. 

## Estadísticas

### Clubes
| Equipo                                 | Div.                | Temporada           | Liga     | Liga  | Copa Nacional | Copa Nacional | Copa Internacional(2) | Copa Internacional(2) | Total    | Total |
| Equipo                                 | Div.                | Temporada           | Partidos | Goles | Partidos      | Goles         | Partidos              | Goles                 | Partidos | Goles |
| Honduras Progreso Honduras             | 1.ª                 | 2016-17             | 16       | 2     | —             | —             | —                     | —                     | 16       | 2     |
| Honduras Progreso Honduras             | 1.ª                 | 2017-18             | 31       | 7     | —             | —             | 1                     | 0                     | 32       | 7     |
| Honduras Progreso Honduras             | 1.ª                 | 2018-19             | 30       | 6     | —             | —             | —                     | —                     | 30       | 6     |
| Honduras Progreso Honduras             | 1.ª                 | Promoción           | 2        | 3     | —             | —             | —                     | —                     | 2        | 3     |
| Honduras Progreso Honduras             | Total               | Total               | 79       | 18    | 0             | 0             | 1                     | 0                     | 80       | 18    |
| Marathón Honduras                      | 1.ª                 | 2019-20             | 22       | 5     | —             | —             | 1                     | 0                     | 23       | 5     |
| Marathón Honduras                      | 1.ª                 | 2021-21             | 14       | 0     | —             | —             | 1                     | 0                     | 15       | 0     |
| Marathón Honduras                      | 1.ª                 | 2021-22             | 33       | 1     | —             | —             | 5                     | 1                     | 38       | 2     |
| Marathón Honduras                      | Total               | Total               | 69       | 6     | 0             | 0             | 7                     | 1                     | 76       | 7     |
| Olancho F. C. Honduras                 | 1.ª                 | 2022-23             | 0        | 0     | —             | —             | —                     | —                     | 0        | 0     |
| Olancho F. C. Honduras                 | Total               | Total               | 0        | 0     | 0             | 0             | 0                     | 0                     | 0        | 0     |
| Total en su carrera                    | Total en su carrera | Total en su carrera | 148      | 24    | 0             | 0             | 8                     | 1                     | 156      | 25    |
| (2) Incluye datos de la Liga Concacaf. |                     |                     |          |       |               |               |                       |                       |          |       |